# Club Social y Deportivo Estación Quequén
El Club Social y Deportivo Estación Quequén, puntualmente conocido como Estación Quequén, es una entidad que tiene su sede en Quequén, en la provincia de Buenos Aires, Argentina. Fue fundado el 18 de octubre de 1969 como resultado de la fusión de dos clásicos rivales del fútbol local, Juventud Unida y Progresista. Juega de local en el estadio Carlos Cuomo.
Su Clásico Rival Es Club Ministerio De Obras Públicas (MOP), Que Igualmente Milita En La Liga Necochense De Fútbol.
Cuenta Con Muchas Categorías, Entré Las Más Importantes La Primera, Reserva Y La Sexta. 
Tuvo un pasaje por la B Nacional de Argentina en la temporada 1988/89. Luego de su descenso no pudo volver a pelear el ascenso por problemas económicos.
Actualmente milita en la Liga Necochense de fútbol, donde obtuvo nueve títulos.
Además del fútbol, también se practica hockey femenino y funciona un merendero para los jugadores de fútbol infantil.
Actualmente juega en la liga necochea de futbol y su preparador físico es Darío Cambiasso

## Estadio e Historia
El Club Social y Deportivo Estación Quequén se fundó el 18 de octubre de 1969 de la fusión de los clubes Juventud Unida y Progresista de Quequén y según dicen sus colores verde y blanco son adoptados debido a que varios de sus fundadores eran hinchas de Banfield.
En el año 1986 se consagra campeón de la Liga de Necochea y adquiere el derecho a participar del Torneo del Interior 1987/1988, arranca en la etapa provincial de dicho Torneo en la que elimina a Quilmes (Tres Arroyos), Defensa (Dolores), Los Del Clan (Gral. Madariaga) y Alumni (Azul) para así pasar a la etapa clasificatoria eliminando a Estudiantes (Olavarria), Deportivo Norte (Mar del Plata), Ferrocarril Sud (Tandil) y Argentino (Pehuajo) de esta manera llegaba al tan ansiado zonal sudeste.
En este zonal arrancaba su participación eliminando a Sol de Mayo de Viedma (Río Negro), para luego en semifinales encontrarse nada menos que con Almagro quien había perdido la final de Primera B en manos de Talleres (RE) por penales en el estadio de Huracán. El equipo de Quequén sale airoso venciendo 1 a 0 de local y perdiendo en José Ingenieros por la mínima pero imponiéndose en los penales, lo que le daba el pasaporte a la final que jugaría nada menos que contra uno de los gigantes del sur Olimpo de Bahía Blanca.
La primera final se juega en el estadio de Olimpo y termina igualada 1 a 1 convirtiendo Esteban Mateo Ruiz para el aurinegro sobre el final del primer tiempo y empatando Fabián Mainardi para los de Quequén al comenzar el segundo. La segunda final sería la que daría la gloria a los albiverdes ganando 1 a 0 con gol de Luis Sánchez en el primer tiempo en el estadio de Rivadavia de Necochea.

## Palmarés
Torneo del Interior (1986-1995) (1): Ganador Zonal Sureste 1987/88(ascenso a la Primera B Nacional)[*][1]
Liga Necochense de fútbol (9): 1970, 1974, 1975, 1976, 1977, 1978, 1981, 1986, 1990
(6):1970,1973,1980,1984,1987,1990
[*] No otorga título de campeón.